# Veselíčko (district de Přerov)
Pour les articles homonymes, voir Veselíčko.
Veselíčko (auparavant : Veselí ; en allemand : Wesselitschko) est une commune du district de Přerov, dans la région d'Olomouc, en Tchéquie. Sa population s'élevait à 894 habitants en 2020.

## Géographie
Veselíčko se trouve à 5,5 km à l'ouest du centre de Lipník nad Bečvou, à 9,5 km au nord-est de Přerov, à 20 km à l'est-sud-est d'Olomouc et à 230 km à l'est-sud-est de Prague.
La commune est limitée par Výkleky au nord-ouest, par Dolní Újezd au nord-est et à l'est, par Lipník nad Bečvou au sud-est, par Osek nad Bečvou au sud, et par Radvanice, Lazníky et Lazníčky à l'ouest.

## Histoire
La première mention écrite de la localité date de 1275.

## Administration
La commune se compose de deux quartiers :
- Veselíčko
- Tupec

## Transports
Par la route, Veselíčko se trouve à 8 km de Lipník nad Bečvou, à 12 km de Přerov, à 25 km d'Olomouc et à 289 km de Prague.